# 高円宮杯 JFA 全日本U-15サッカー選手権大会
高円宮杯 JFA 全日本U-15サッカー選手権大会（たかまどのみやはいジェイエフエイぜんにほんアンダーフィフティーンサッカーせんしゅけんたいかい）は、日本サッカー協会 (JFA) が主催して毎年11-12月に開く中学生年代（第3種登録）の選手を対象としたサッカーの公式戦。
大会名は当主（高円宮憲仁親王）が1987年からJFA名誉総裁を務めている高円宮家から優勝杯（高円宮杯）が下賜されていることに由来する。1989年に高円宮杯全日本ユース(U-15)サッカー選手権大会（たかまどのみやはいぜんにほんユース（アンダーフィフティーン）サッカーせんしゅけんたいかい）として第1回大会が開かれ、さらに2017年11月1日に日本サッカー協会 (JFA) が発表した「JFAブランディング」の一環としてJFA主催の2018年以降全ての大会名称に "JFA" の文字を加えること となったことから、現在の大会名となっている。

## 概要
当大会は中学校の部活動として行っているサッカー部と、Jリーグ、日本フットボールリーグの傘下チームを含む地域のクラブチームのジュニアユースチーム全てに参加の門戸を開放し、都道府県予選→地域予選を勝ち上がった32チームによって争う。中学生年代においてはクラブユースが部活動をリードし続けてきたため、中学校サッカー部の優勝は1991年の第3回大会を最後に途絶えている。
決勝は12月29日に国立競技場で開催されてきたが、2011年大会は九州で開催されることになり、それに伴い決勝も大分銀行ドームで開催されることになった。2012年大会は滋賀県と大阪府で開催され、決勝はJ-GREEN堺にて行われる。

## 開催方式
※以下は2012年度の大会を参考とする。なお2013年から地域リーグおよび県リーグ以下のリーグ名称に「高円宮杯」を冠することになった。

### 出場枠
- 地域U-15リーグと高円宮杯地域予選を勝ち抜いた32チームが出場。
- 全国中学校サッカー大会の優勝・準優勝チーム及び、日本クラブユースサッカー選手権 (U-15)大会の優勝・準優勝チームの出場は、2010年大会より廃止となった。

| 地区   | 出場枠 | 備考                                                          |
| ------ | ------ | ------------------------------------------------------------- |
| 北海道 | 2      | 北海道カブスリーグU-15の優勝チームを含む                      |
| 東北   | 3      | 東北U-15みちのくリーグの南北1位による決定戦の勝利チームを含む |
| 関東   | 7      | 関東ユース (U-15)サッカーリーグの上位4チームを含む            |
| 北信越 | 2      | 北信越ユース (U-15)サッカーリーグの優勝チームを含む           |
| 東海   | 5      | 東海地域リーグ (U-15)の上位2チームを含む                      |
| 関西   | 4      | 関西サッカーリーグ (U-15)サンライズリーグの上位2チームを含む  |
| 中国   | 2      | 高円宮杯U-15プログレスリーグの優勝チームを含む                |
| 四国   | 2      | 四国U-15クローバーリーグの優勝チームを含む                    |
| 九州   | 3      | 九州ユース (U-15)サッカーリーグの優勝チームを含む             |

### 決勝トーナメント
- 32チームによるトーナメント制。
- 試合時間は80分（40分ハーフ）。同点の場合は20分（10分ハーフ）の延長戦を行い、それでも決しない場合はPK戦で勝敗を決する。

## 結果
| 回 | 年度   | 優勝                              | 結果                 | 準優勝                               | 準決勝敗退チーム                                               |
| -- | ------ | --------------------------------- | -------------------- | ------------------------------------ | -------------------------------------------------------------- |
| 1  | 1989年 | 読売クラブジュニアユース          | 3 - 1                | 東海大一中                           |                                                                |
| 2  | 1990年 | 藤枝中                            | 3 - 2                | 読売クラブジュニアユース             |                                                                |
| 3  | 1991年 | 東海大一中                        | 4 - 0                | 日産FCジュニアユース追浜             |                                                                |
| 4  | 1992年 | 日産FCジュニアユース              | 3 - 1                | 東海大一中                           |                                                                |
| 5  | 1993年 | 読売日本SCジュニアユース          | 3 - 0                | 国見中                               |                                                                |
| 6  | 1994年 | 三菱養和サッカースクール          | 4 - 2                | 横浜マリノスジュニアユース           |                                                                |
| 7  | 1995年 | 浦和スポーツクラブ                | 1 - 0                | ジェフユナイテッド市原ジュニアユース |                                                                |
| 8  | 1996年 | 読売日本SCジュニアユース          | 3 - 2                | 横浜フリューゲルスジュニアユース     |                                                                |
| 9  | 1997年 | 三菱養和サッカースクール          | 2 - 1                | 横浜マリノスジュニアユース           |                                                                |
| 10 | 1998年 | 清水エスパルスジュニアユース      | 1 - 1 aet (PK 7 - 6) | 読売日本SCジュニアユース             | ヴェルディジュニアユース 東京ガスジュニアユース                |
| 11 | 1999年 | 名古屋グランパスU-15              | 3 - 1                | 高田FCジュニアユース                 | 岐阜VAMOS SSSジュニアユース                                    |
| 12 | 2000年 | 清水エスパルスジュニアユース      | 1 - 0                | ヴェルディジュニアユース             | 名古屋FC ジュビロ浜北                                          |
| 13 | 2001年 | 横浜F・マリノスジュニアユース追浜 | 3 - 0                | 東海大一中                           | FC前橋ジュニアユース 湘南ベルマーレジュニアユース              |
| 14 | 2002年 | 鹿島アントラーズジュニアユース    | 2 - 1                | コンサドーレ札幌U-15                 | ウィングス習志野 00ディアマント・F・C鹿児島                    |
| 15 | 2003年 | ヴェルディジュニアユース          | 1 - 0 VG             | コンサドーレ札幌U-15                 | 清水エスパルスジュニアユース FC千葉なのはなジュニアユース      |
| 16 | 2004年 | ヴェルディジュニアユース          | 1 - 0                | アビスパ福岡U-15                     | FC東京U-15深川 フレスカ神戸                                    |
| 17 | 2005年 | 浦和レッズジュニアユース          | 2 - 0                | FC東京U-15深川                       | 狭山ジュニアユースFC サンフレッチェ広島ジュニアユース          |
| 18 | 2006年 | ガンバ大阪ジュニアユース          | 2 - 1 aet            | FC東京U-15むさし                     | FC東京U-15深川 SSSジュニアユース                               |
| 19 | 2007年 | ガンバ大阪ジュニアユース          | 3 - 2                | ヴェルディジュニアユース             | 京都サンガU-15 FC東京U-15深川                                  |
| 20 | 2008年 | FC東京U-15深川                    | 1 - 0                | アルビレックス新潟ジュニアユース     | レオーネ山口U-15 コンサドーレ札幌U-15                          |
| 21 | 2009年 | ヴィッセル神戸ジュニアユース      | 2 - 1                | コンサドーレ札幌U-15                 | 柏レイソルU-15 東京ヴェルディジュニアユース                    |
| 22 | 2010年 | 名古屋グランパスU-15              | 2 - 0                | 京都サンガF.C. U-15                  | 横浜F・マリノスジュニアユース追浜 ヴィッセル神戸ジュニアユース |
| 23 | 2011年 | 京都サンガF.C. U-15               | 1 - 0                | 柏レイソルU-15                       | 名古屋グランパスU-15 ジュビロ磐田U-15                          |
| 24 | 2012年 | ガンバ大阪ジュニアユース          | 4 - 2                | 大宮アルディージャジュニアユース     | アルビレックス新潟ジュニアユース 横浜FCジュニアユース          |
| 25 | 2013年 | 浦和レッズジュニアユース          | 2 - 1                | 大宮アルディージャジュニアユース     | 柏レイソルU-15 三菱養和SC巣鴨ジュニアユース                    |
| 26 | 2014年 | FC東京U-15深川                    | 3 - 1 aet            | ヴィッセル神戸U-15                   | 京都サンガF.C.U-15 サンフレッチェ広島ジュニアユース            |
| 27 | 2015年 | セレッソ大阪U-15                  | 3 - 2 aet            | ガンバ大阪ジュニアユース             | 鹿島アントラーズジュニアユース JFAアカデミー福島U-15           |
| 28 | 2016年 | 清水エスパルスジュニアユース      | 3 - 1                | 北海道コンサドーレ札幌U-15           | 横浜F・マリノスジュニアユース追浜 湘南ベルマーレU-15平塚       |
| 29 | 2017年 | サガン鳥栖U-15                    | 2 - 2 aet (PK 6 - 5) | FC東京U-15深川                       | 清水エスパルスジュニアユース 大宮アルディージャジュニアユース  |
| 30 | 2018年 | FC東京U-15深川                    | 2 - 0                | ツエーゲン金沢U-15                   | 川崎フロンターレU-15 浦和レッズジュニアユース                  |
| 31 | 2019年 | ガンバ大阪ジュニアユース          | 2 - 0                | サガン鳥栖U-15                       | 大宮アルディージャジュニアユース ヴィッセル神戸ジュニアユース  |
| 32 | 2020年 | サガン鳥栖U-15                    | 2 - 1                | 鹿島アントラーズつくばジュニアユース | FC多摩ジュニアユース 浦和レッズジュニアユース                  |
| 33 | 2021年 | サガン鳥栖U-15                    | 4 - 1                | FCラヴィーダ                         |                                                                |
| 34 | 2022年 | ヴィッセル神戸U-15                | 3 - 0                | サンフレッチェ広島F.Cジュニアユース  | 柏レイソルU-15 セレッソ大阪U-15                                |
| 35 | 2023年 | 鹿島アントラーズジュニアユース    | 3 - 2 aet            | 大宮アルディージャジュニアユース     |                                                                |
| 36 | 2024年 | 浦和レッズジュニアユース          | 3 - 2                | ガンバ大阪ジュニアユース             |                                                                |

## チーム別成績
| チーム名                             | 優 | 準 | 優勝年度                 | 準優勝年度          |
| ------------------------------------ | -- | -- | ------------------------ | ------------------- |
| 東京ヴェルディジュニアユース         | 5  | 4  | 1989,1993,1996,2003,2004 | 1990,1998,2000,2007 |
| ガンバ大阪ジュニアユース             | 4  | 2  | 2006,2007,2012,2019      | 2015,2024           |
| FC東京U-15深川                       | 3  | 2  | 2008,2014,2018           | 2005,2017           |
| 清水エスパルスジュニアユース         | 3  | 0  | 1998,2000,2016           |                     |
| 浦和レッズジュニアユース             | 3  | 0  | 2005,2013,2024           |                     |
| サガン鳥栖U-15                       | 2  | 1  | 2017,2020                | 2019                |
| ヴィッセル神戸ジュニアユース         | 2  | 1  | 2009,2022                | 2014                |
| 三菱養和サッカースクール             | 2  | 0  | 1994,1997                |                     |
| 名古屋グランパスU-15                 | 2  | 0  | 1999,2010                |                     |
| 鹿島アントラーズジュニアユース       | 2  | 0  | 2002,2023                |                     |
| 東海大静岡翔洋中                     | 1  | 3  | 1991                     | 1989,1992,2001      |
| 横浜F・マリノスジュニアユース        | 1  | 2  | 1992                     | 1994,1997           |
| 横浜F・マリノスジュニアユース追浜    | 1  | 1  | 2001                     | 1991                |
| 京都サンガF.C. U-15                  | 1  | 1  | 2011                     | 2010                |
| 藤枝中                               | 1  | 0  | 1990                     |                     |
| 浦和スポーツクラブ                   | 1  | 0  | 1995                     |                     |
| セレッソ大阪U-15                     | 1  | 0  | 2015                     |                     |
| 北海道コンサドーレ札幌U-15           | 0  | 4  |                          | 2002,2003,2009,2016 |
| 大宮アルディージャジュニアユース     | 0  | 3  |                          | 2012,2013,2023      |
| 雲仙国見中                           | 0  | 1  |                          | 1993                |
| ジェフユナイテッド千葉U-15           | 0  | 1  |                          | 1995                |
| 横浜フリューゲルスジュニアユース     | 0  | 1  |                          | 1996                |
| ディアブロッサ高田FCU-15             | 0  | 1  |                          | 1999                |
| アビスパ福岡U-15                     | 0  | 1  |                          | 2004                |
| FC東京U-15むさし                     | 0  | 1  |                          | 2006                |
| アルビレックス新潟ジュニアユース     | 0  | 1  |                          | 2008                |
| 柏レイソルU-15                       | 0  | 1  |                          | 2011                |
| ツエーゲン金沢U-15                   | 0  | 1  |                          | 2018                |
| 鹿島アントラーズつくばジュニアユース | 0  | 1  |                          | 2020                |
| FCラヴィーダ                         | 0  | 1  |                          | 2021                |
| サンフレッチェ広島F.Cジュニアユース  | 0  | 1  |                          | 2022                |

## 得点王
| 回 | 年度   | 名前（所属チーム）                                                                                                  | 得点数 |
| -- | ------ | --- | ------ |
| 18 | 2006年 | 宇佐美貴史（ガンバ大阪ジュニアユース） 原口拓人（ガンバ大阪ジュニアユース）                                         | 10     |
| 19 | 2007年 | 山嵜駿（柏レイソルU-15）                                                                                            | 9      |
| 20 | 2008年 | 近藤勝成（コンサドーレ札幌U-15） 吉井優真（FCライオス）                                                             | 8      |
| 21 | 2009年 | 神田夢実（コンサドーレ札幌U-15） 下田康太（コンサドーレ札幌U-15）                                                   | 8      |
| 22 | 2010年 | 北川柊斗（名古屋グランパスU-15） 岩元颯オリビエ（京都サンガF.C. U-15） 田中健太（横浜F.マリノスジュニアユース追浜） | 5      |
| 23 | 2011年 | 大島康樹（柏レイソルU-15）                                                                                          | 7      |
| 24 | 2012年 | 立石爽志（大宮アルディージャジュニアユース）                                                                        | 6      |